# Polish Jazz – Yes!
Polish Jazz – Yes! – album polskiego saksofonisty jazzowego Zbigniewa Namysłowskiego, nagrany z prowadzonym przez niego zespołem – Zbigniew Namysłowski Quintet, wydany w roku 2016. Ukazał się jako vol. 77 serii Polish Jazz, jako pierwsza płyta po wznowieniu tej serii w 2016. Namysłowski skończył też w tym roku 77 lat. 
Tytuł nawiązywał do prowokacyjnych znaczków z treścią "Polish Jazz - No!" używanych w warszawskim klubie Akwarium.
Płyta została nagrana 15 kwietnia 2016 w Studiu Tokarnia w Nieporęcie. Wszystkie utwory zamieszczone na płycie to kompozycje lidera – Zbigniewa Namysłowskiego. Ukazała się jako płyta winylowa i płyta kompaktowa.
Muzycznie album wpisuje się we wcześniejsze dokonania Namysłowskiego. Dziewięć utworów stanowi autorskie kompozycje muzyka, inspirowane muzyką ludową, często stosowane są metra nieparzyste. Wykorzystywane są takie tańce jak oberek, mazur, kujawiak, krakowiak. 

## Wykonawcy
- Zbigniew Namysłowski – saksofon altowy, saksofon sopranowy, saksofon sopraninowy
- Jacek Namysłowski – puzon
- Sławek Jaskułke – fortepian
- Paweł Puszczało – kontrabas (utw. 1, 3, 7, 8, 9)
- Andrzej Święs – kontrabas (utw. 2, 4, 5, 6)
- Grzegorz Grzyb – perkusja

## Lista utworów
| 1. | „Jadąc Zakopianką”             | 5:36  |
|    |                                |       |
| 2. | „Świr na lewo, świr na prawo”  | 4:44  |
|    |                                |       |
| 3. | „Poseł Mazur”                  | 5:26  |
|    |                                |       |
| 4. | „Chór z gór”                   | 7:10  |
|    |                                |       |
| 5. | „Ober-Meister (Mistrz oberka)” | 5:14  |
|    |                                |       |
| 6. | „Abra-besqua”                  | 8:39  |
|    |                                |       |
| 7. | „Nie O’krzesany”               | 5:29  |
|    |                                |       |
| 8. | „Ślepa komenda”                | 7:34  |
|    |                                |       |
| 9. | „Jako tako”                    | 5:27  |
|    |                                |       |
|    |                                | 55:19 |
|    |                                |       |

## Informacje uzupełniające
- Reżyser nagrania – Jan Smoczyński
- Projekt graficzny – Piotr Łyczkowski
- Omówienie płyty (tekst na okładce) – Tomasz Szachowski